# Distretto di Birmendreïs
Il distretto di Birmendreïs è un distretto della provincia di Algeri, in Algeria, con capoluogo Birmendreïs.

## Comuni
Il distretto di Birmendreïs comprende 5 comuni:
- Birmendreïs
- Birkhadem
- Djasr Kasentina
- Hydra
- Saoula